# Dialetto jesino
Il dialetto jesino (jesì) è un idioma parlato nella città di Jesi (Ancona) e nei comuni immediatamente circostanti.

## Caratteristiche
Nel sistema dei dialetti mediani, il dialetto jesino costituisce una sub-area della zona linguistica anconitana, che fa parte del raggruppamento paramediano (situato lungo la linea Roma-Perugia-Ancona). Questa fascia va da Fabriano ad Ancona corrisponde pressoché alla totalità della provincia, eccezion fatta per Senigallia e dintorni, ed è composta da altre tre sub-aree: quella anconitana in senso stretto, quella osimano-lauretana e quella fabrianese-arceviese. L'intera area presenta caratteristiche perimeridiane con influssi toscani e gallo-italici che variano di intensità da un luogo all'altro. Infatti, nel vernacolo cittadino di Ancona si possono riscontrare le maggiori influenze galliche, le quali scompaiono man mano che ci si sposta verso ovest, fino a diventare quasi impercettibili a ridosso dell'Appennino. Per esempio, si può notare che il fenomeno della degeminazione delle consonanti doppie tipico di Ancona e Falconara, evidente conseguenza dell'influsso gallico, scompare appena si esce dall'hinterland anconetano, ed è già assente a Osimo, Loreto e Jesi.
Fra le quattro della fascia anconitana, la sub-area jesina e quella fabrianese sono le più affini all'area umbra. Anche nella zona di Osimo il legame linguistico con l'Umbria è sicuramente più marcato che ad Ancona; al suo interno, tuttavia, si ritrovano non solo caratteristiche umbre, ma anche tratti peculiari del capoluogo (come l'uscita di III persona plurale -ne) e, seppure meno evidenti, del dialetto maceratese, che ha esercitato il suo influsso nei molti anni di amministrazione pontificia.
I comuni che si possono considerare appartenenti alla sub-area del dialetto iesino sono Monsano, San Marcello, Monte Roberto, Castelbellino, Maiolati Spontini, Castelplanio, Montecarotto, Rosora, Serra de' Conti, Poggio San Marcello, Santa Maria Nuova, grosso modo cioè quell'area detta dei Castelli di Jesi che costituiva l'antica Respublica Æsina. È parlato un dialetto simile anche a Mergo, ma qui iniziano ad avvertirsi influssi fabrianesi, che a Serra San Quirico, a Cupramontana, a San Paolo di Jesi e a Staffolo si fondono con quelli maceratesi, come la pronuncia più stretta, meno morbida e con la deformazione della vocale “o” che, specialmente se terminale, diventa “u”. Inoltre, secondo il Balducci, anche la moderna Arcevia andrebbe ascritta alla sub-area jesina, essendo venute meno alcune caratteristiche "fabrianesi", quali la metafonia. A essi vanno aggiunti alcuni comuni dell'entroterra senigalliese, come Ostra, Ostra Vetere, Belvedere Ostrense e Barbara, che hanno una base dialettale jesina ma sono più influenzati dal gallo-italico, costituendo una forma di transizione di incerta classificazione: ad Ostra, infatti, le III persone plurali escono in -ne come ad Ancona, e non agisce il troncamento (o apocope) delle parole piane in -n-, per cui "il grano" diventa el grane, "la mano" la mane e non el grà, la mà come a Jesi. Infine il vernacolo di Morro d'Alba è ancora riconducibile in gran parte allo jesino, poiché tale località ha fatto parte per secoli del comune di Jesi, mentre a partire da Monte San Vito e proseguendo verso Chiaravalle e Camerata Picena l'influenza dell'anconetano si fa sempre più forte. 

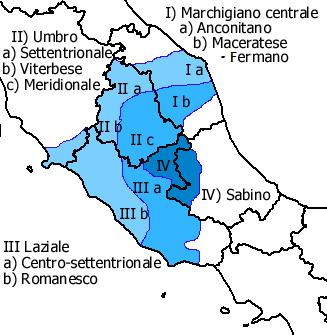
Nel sistema dei dialetti umbro-romaneschi il dialetto jesino si trova nella zona 1a (anconitano)

## Elementi gallo-italici
- Lenizione delle consonanti t e c in posizione intervocalica e davanti a r (tenuto > tenudo, pecora > pegora, teatro > teadro, sacrestano > sagrestà)[2]. Questo fenomeno è diffuso allo stesso modo nella sub-area osimana, mentre ad Ancona è limitato a pochi vocaboli. Si tratta di un chiaro elemento gallico giacché nei dialetti del pesarese si ha analogamente avùd per "avuto", fòg per "fuoco", etc.
- Uso di t per unire la preposizione semplice in all'articolo (come ad Ancona, in + el dànno origine a ntel: ntel muro per "nel muro").
- Uso dei pronomi di terza persona singolare lù (egli) e lia (ella), diffusi nell'intera provincia e usati anche in alcuni comuni della provincia di Perugia, come Gualdo Tadino.

## Elementi perimeridiani
Per "fascia perimeridiana" alcuni studiosi intendono un raggruppamento di aree dialettali che si estendono lungo un'ipotetica linea che va da Roma ad Ancona passando per Perugia. I dialetti di questa fascia, infatti, sono accomunati da alcune caratteristiche dovute all'influsso toscano o gallico (o toscano e gallico insieme), che li isolano parzialmente dai dialetti mediani veri e propri.
- Indistinzione di ô (<-o, -ō del latino) e ö (<ū latina), come in Toscana. Mentre nel dialetto maceratese (che è mediano) abbiamo lupu dal latino LUPUM e quanno dal latino QUANDO, a Jesi si hanno indistintamente lupo e quanno. Inoltre a Jesi non è neppure avvenuto il fenomeno contrario, tipico del triangolo Ancona-Osimo-Porto Recanati, per il quale tutte le -o finali dell'italiano sono divenute -u (iu magnu < io mangio, lu stòmmigu < lo stomaco).
- Pronuncia toscana di C dolce, come nel romanesco e, in area anconitana, nell'osimano e nel fabrianese (ad esempio, la frase "io ci perdo la voce" suona quasi "io sce perdo la vosce").
- Esistenza dell'articolo determinativo maschile debole (el, corrispondente al toscano "il" e al romanesco er), accanto alla forma forte lo, usata però anche davanti a r, come nell'arceviese e nell'osimano (lo riso invece che "il riso"). I dialetti centrali veri e propri invece conservano la forma forte (da ILLUM latino) in tutti i casi.
- Uso dell'aggettivo possessivo proclitico davanti ai nomi di parentela (mi' madre, tu' fradello). C'è da dire tuttavia che è in uso anche la forma enclitica, più tipicamente centrale (màmmeda per "tua madre", bàbbedo per "tuo padre").
- Uso del pronome interrogativo que? (pronunciato come "questo") nel senso di che cosa?[2]. Tale pronome corrisponde al romanesco che? ed è usato in un triangolo compreso grossomodo tra Gualdo Tadino, Fabriano, Jesi e, in area mediana, Camerino. Ad Ancona, Osimo e fino a Recanati si dice cò? (chiaro troncamento di "cosa?"), mentre a Macerata si usa che? come a Roma.
- Pronuncia aperta del dittongo "-ie-": ièri, pièno, viène, dièci, piède, ferovière, insième, comune all'area osimana, mentre ad Ancona è un fenomeno limitato solo a pochi vocaboli. Tale fenomeno è più propriamente jesino, dato che ad esempio a Castelplanio la pronuncia del dittongo è chiusa.

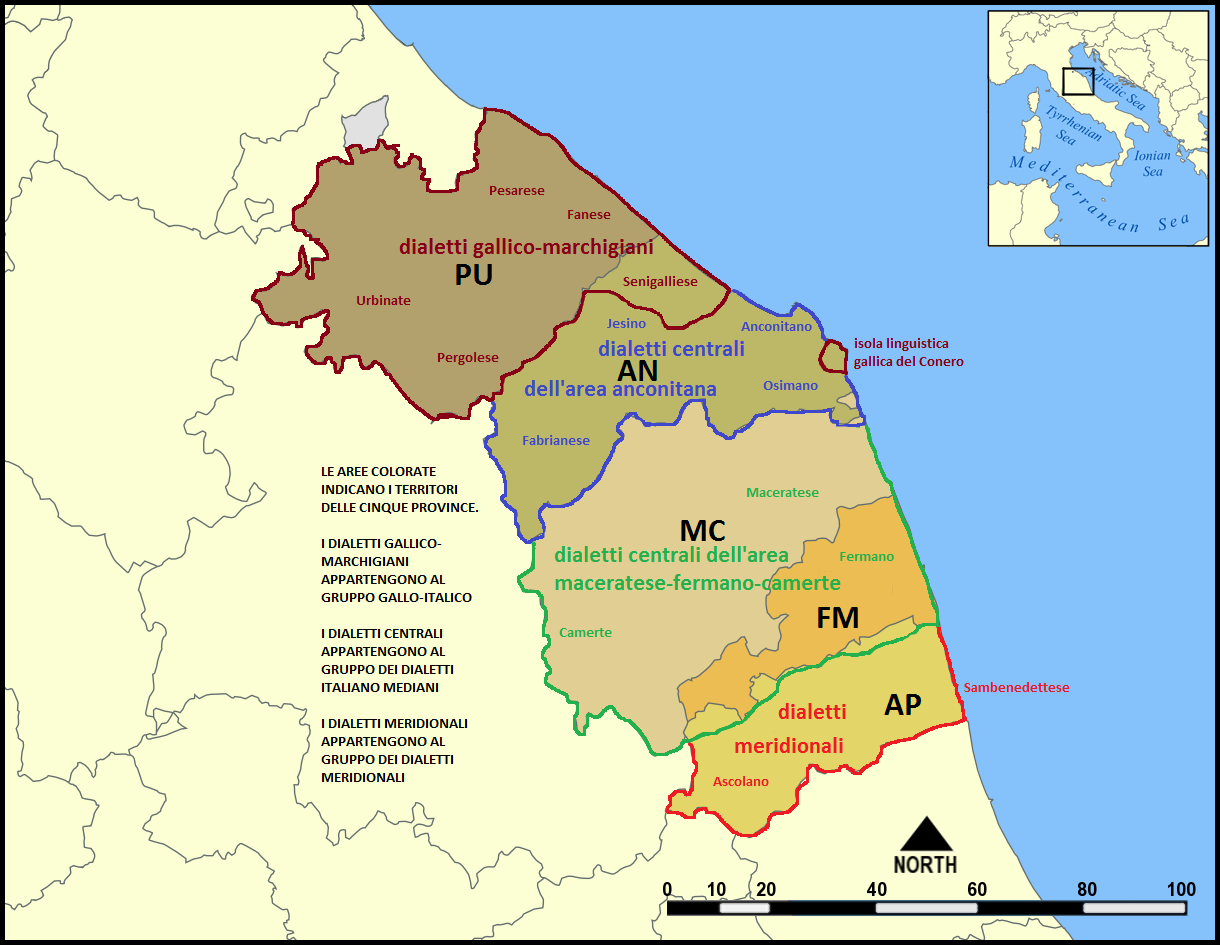
Carta dei dialetti marchigiani

## Elementi mediani
- Assimilazione progressiva ND > NN (il mondo > el monno)[2], comune a tutta la provincia meno che ad Ancona.
- Mutazione NG > GN (mangiare > magnà)[2], diffusissima in tutto il Centro Italia.
- Sonorizzazione di c dopo nasale (mancare > mangà, bianco > biango)[2]. È un fenomeno piuttosto anomalo all'interno della fascia perimeridiana, perché tanto a Roma quanto a Perugia l'influsso toscano ha conservato i nessi NC, MP e NT. Va tenuto presente che nello jesino è solo c a sonorizzarsi, mentre per t e b il fenomeno è quasi nullo.
- Conservazione di -ARIUM latino, contro la trasformazione toscana in -aio (febbraro < FEBRUARIUM, "febbraio").
- Troncamento (apocope) delle parole piane terminanti in no, ni e ne (stazione > stazió, mano > mà, vi vogliamo bene > ve volemo bè). Si tratta di una caratteristica molto diffusa nelle Marche centro-meridionali a partire da Ancona e nell'Abruzzo settentrionale. Le parole maschili soggette a questo mutamento, quando sono al plurale, escono in -ù (i portoni > i portù, i padroni > i padrù): si tratta di un residuo della metafonesi che un tempo interessava anche la zona anconitana e che oggi, a seguito di un processo di "toscanizzazione" del marchigiano centrale, è regredita, e si attesta non più a nord della linea Arcevia-Cingoli-Filottrano-Potenza Picena.
- Uso degli avverbi scì e cuscì ("sì" e "così")[2], derivati dai dialetti marchigiani meridionali e diffusi in tutta la provincia di Ancona salvo l'area senigalliese.
- Dileguamento o scomparsa di v intervocalico, fenomeno anche fabrianese, osimano e maceratese (piòe per "piove").

## Esempi di dialetto jesino

### Proverbi
- Cento misure e 'n tajo solo (bisogna prima valutare bene, e poi agire).
- Chi non vole bè ai cà, non vole bè mango ai cristià.
- Chi pegora se fa, el lupo s'el magna.
- El più brutto è scortigà la coda (il peggio viene alla fine).
- El Signore manna 'l freddo secondo i panni.
- I quadrì manna l'acqua per l'insù.
- I spinaci se coce co l'acqua sua (ognuno è artefice del proprio destino).
- Leva l'interesse che 'l monno è giusto.
- Mejo 'n tristo campà che 'n bel morì.
- Quanno trona, da qualche parte piôe.
- Tira più 'l dente che 'l parente.

### Vocaboli particolari
Beriòla (cappellino), bresciòlo (foruncolo), bufada (tempesta di vento), bugàro (becchino addetto agli scavi), buzzo (recipiente per la spazzatura), ciàppolo (imprecazione), cucùmbra (cocomero), dotrina (catechismo), fagocchio (riparatore di carrozze), maragnà (melanzana), ndoja (solletico), nìscolo (lombrico), paluginetto (sonnellino), rigadì (stoffa di cotone a righe), arvertigà o svertigà (rovesciare), sciacquarolo (lavandino), scolatora (colabrodo), scursiera (rincorsa), stécchia (scheggia), terazziere (bracciante), vennégna (vendemmia), zolfenante (fiammifero), muntobè (molto), cidriolo o melangola (cetriolo), pommidoro (pomodoro), grasciàro (letamaio), sbrillàdo (spaccato), llamàdo (crollato), pìsto (impasto o mangime), dindo (tacchino), zòcca (testa), gimo (andiamo), bedollo (betulla), gastigo (casino), pecetta (adesivo), moro (gelso), scidonga (altrimenti), cannella (rubinetto), nottola (pipistrello), guèro (maiale), lècca (scrofa), ragheno (ramarro), cerasa (ciliegia), vennardì (venerdì), mannarì (mandarino), trocca (mangiatoia dei maiali), nigó  (tutto).